# Warner Oland
Warner Oland, ursprungligen Johan Wärner Ölund (ur födelseboken, andra stavningar förekommer som Werner och Öhlund), född 3 oktober 1879 i Nyby i Bjurholms församling i Västerbottens län (Ångermanland) , död 6 augusti 1938 i Stockholm , var en svensk-amerikansk skådespelare. Han var en av de första svenska filmstjärnorna i Hollywood, framför allt känd för den återkommande rollen som kinesen Charlie Chan  i 16 filmer.

## Biografi
Öhlund föddes i den lilla byn Nyby strax utanför Bjurholm 1879. Vid 13 års ålder (1892) emigrerade han tillsammans med hela sin familj till USA och slog sig ned på östkusten, där Öhlund började intressera sig för teater. Han antog tillsammans med övriga familjen det amerikaniserade namnet Oland. Efter avslutad skolgång studerade han teater i Boston och scendebuterade 1898 i en sångroll. Han var därefter verksam som skådespelare växelvis med landsortsturnéer och scener i New York, främst i Ibsen- och Shakespearepjäser. Han gifte sig 1908 med porträttmålaren Edith Shearn och var tillsammans med henne först med att i USA översätta och presentera dramatik av August Strindberg, liksom de även översatte verk av Henrik Ibsen.
Han filmdebuterade redan 1912 i Pilgrim's Progress och kom att spela i ett 80-tal såväl stum- som ljudfilmer. Han var även med i den allra första långfilmen med tal, Jazzsångaren (1927), där han bara sa ett ord - "stop". Med anledning av detta finns han med i 2005 års upplaga av Guinness Rekordbok. Han spelade mot stjärnor som Greta Garbo, Marlene Dietrich och Boris Karloff och arbetade med flera av de främsta regissörerna, såsom med Josef von Sternberg i Shanghaiexpressen (1932).

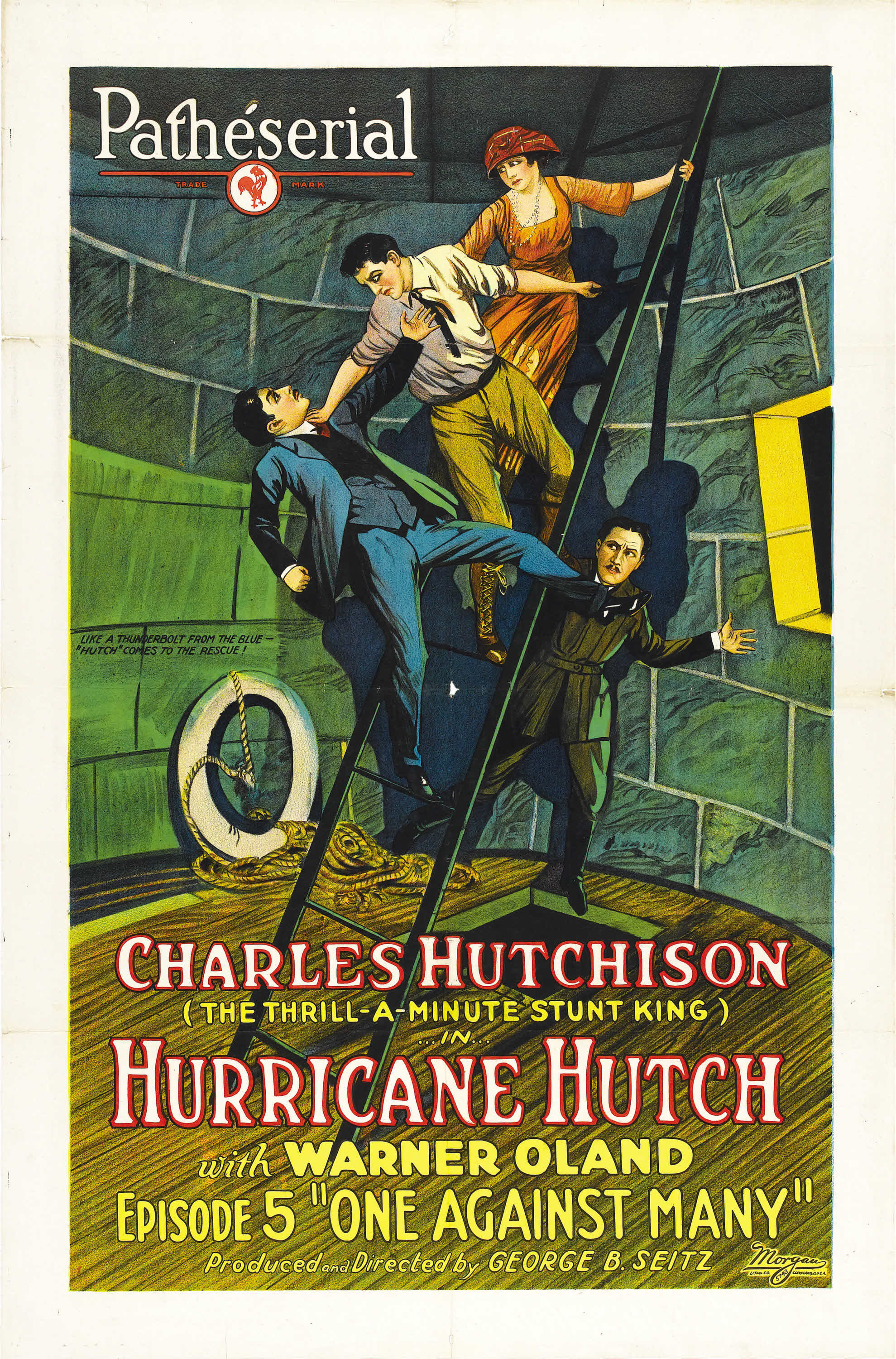
Filmplansch från Hurricane Hutch, 1921

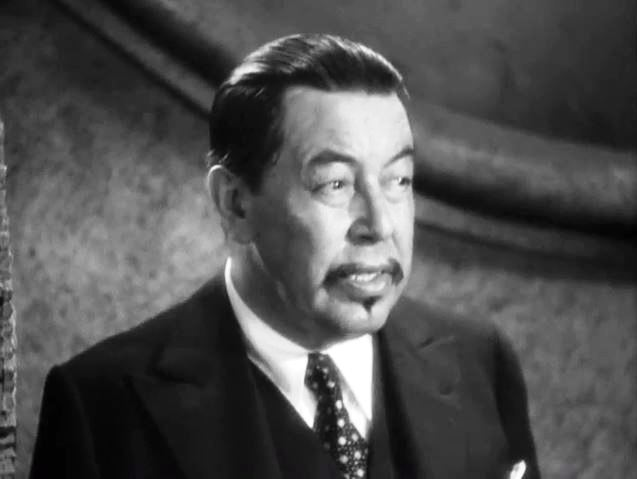
Oland som "Charlie Chan" i Charlie Chans hemlighet (1936).

I mer än hälften av alla sina filmroller fick han från Genom eld och vatten (1917) spela asiat på grund av sitt utseende och på grund av att Hollywood inte använde sig av asiatiska skådespelare i större roller. Sitt stora genombrott fick han i en serie filmer som den kinesisk-amerikanske detektiven Charlie Chan 1931–1937, baserad på den amerikanske deckarförfattaren Earl Derr Biggers böcker. Denna roll spelade han totalt i 16 filmer (fyra av dessa filmer har gått förlorade). En annan asiatisk karaktär han porträtterat är skurken Fu Manchu.
Under inspelningen av vad som har kommit att bli hans sista film, Charlie Chan at the Ringside 1937, försvann Oland spårlöst efter att ha gått ut för att "dricka ett glas vatten". Han återvände aldrig utan visade sig i stället ha rest till Stockholm. På grund av långvariga alkoholproblem och dålig hälsa drabbades han av lunginflammation och dog på sjukhus i augusti 1938. Han är gravsatt i USA på Southborough Rural Cemetery, Southborough, Worcester County, Massachusetts, USA .

## Eftermäle
Den 12 september 2015 hade pjäsen Warner Oland – Bjurholmspojken som blev Hollywoodstjärna urpremiär på Västerbottensteatern. Den är skriven av Kristian Hallberg, utifrån en ursprunglig pjäsversion av Hans-Ola Stenlund, i regi av Josette Bushell-Mingo och med Greger Ottosson och Margareta Niss i rollerna som paret Oland. Bjurholm, där Oland föddes, införskaffade år 1998–2000 en bioduk med nya stolar och ljudanläggning och lät bion döpas till Warner Oland Cinema. Senare byggdes det om i centrala Bjurholm och ett "torg" restes, om än kortvarigt, som hette något i stil med Warner Oland Square / Verner Ölunds torg. Namnet är diffust men torget har de facto funnits i början på 2000-talet. Verner Oland har också en väg uppkallad efter sig. Vägen upp till elljusspåret/skidspåret heter Werner Öhlundsvägen, det enda som lever kvar som minne av Oland i kommunen Bjurholm.

## Filmografi
- 1912 – Pilgrim's Progress
- 1915 – The Romance of Elaine
- 1915 – Sin
- 1915 – The Unfaithful Wife
- 1915 – Destruction
- 1916 – Beatrice Fairfax Episode 4: The Stone God
- 1916 – The Fool's Revenge
- 1916 – The Reapers
- 1916 – The Eternal Sappho
- 1916 – The Eternal Question
- 1916 – Beatrice Fairfax
- 1916 – The Rise of Susan
- 1917 – Patria (Genom eld och vatten)
- 1917 – The Fatal Ring
- 1917 – The Cigarette Girl
- 1918 – Convict 993
- 1918 – The Naulahka
- 1918 – The Mysterious Client
- 1918 – The Yellow Ticket
- 1918 – The Mysterious Client
- 1918 – The Yellow Ticket
- 1919 – The Lightning Raider
- 1919 – Mandarin's Gold
- 1919 – The Twin Pawns
- 1919 – Den spanska demonen
- 1919 – The Witness for the Defense
- 1920 – The Third Eye
- 1920 – The Phantom Foe
- 1921 – The Yellow Arm
- 1921 – Skurkarnas överman (Filmserie)
- 1922 – East Is West
- 1922 – The Pride of Palomar
- 1923 – His Children's Children
- 1924 – The Fighting American
- 1924 – One Night in Rome
- 1924 – So This Is Marriage
- 1924 – Curlytop
- 1925 – Riders of the Purple Sage
- 1925 – Don Q, Zorros Son
- 1925 – Flower of Night
- 1925 – Man of the Forest
- 1925 – The Winding Stair
- 1925 – Infatuation
- 1926 – Don Juan
- 1926 – The Mystery Club
- 1926 – The Marriage Clause
- 1926 – Twinkletoes
- 1926 – Det brinner i öster
- 1927 – När en man älskar
- 1927 – A Million Bid
- 1927 – Mongolen
- 1927 – What Happened to Father?
- 1927 – Jazzsångaren
- 1927 – Sailor Izzy Murphy
- 1927 – Good Time Charley
- 1928 – Äventyraren
- 1928 – Wheel of Chance
- 1928 – The Scarlet Lady
- 1928 – Drömmen om kärlek
- 1929 – The Faker
- 1929 – Sådan är kvinnan
- 1929 – Den okändes hämnd
- 1929 – The Mysterious Dr. Fu Manchu
- 1929 – The Mighty
- 1930 – Dangerous Paradise
- 1930 – The Vagabond King
- 1930 – Paramount-paraden
- 1930 – The Return of Dr. Fu Manchu
- 1931 – The Drums of Jeopardy
- 1931 – X-27
- 1931 – Charlie Chan Carries On (finns ej bevarad, men den spanska versionen Eran trece från 1931 med mexikanska skådespelare existerar)
- 1931 – Mysteriet i Honolulu
- 1931 – Svarta handen
- 1931 – Daughter of the Dragon
- 1932 – Charlie Chan's Chance (finns ej bevarad)
- 1932 – Shanghaiexpressen
- 1932 – A Passport to Hell
- 1932 – The Son-Daughter
- 1933 – Before Dawn
- 1933 – Charlie Chan's Greatest Case (finns ej bevarad)
- 1934 – As Husbands Go
- 1934 – Den brokiga vävnaden
- 1934 – Charlie Chan's Courage (finns ej bevarad)
- 1934 – Bulldog Drummond Strikes Back
- 1934 – Charlie Chan i London
- 1934 – Lotusblomman
- 1935 – Dr Yogami från London
- 1935 – Charlie Chan i Egypten
- 1935 – Charlie Chan i Paris
- 1935 – Charlie Chan i Kina
- 1935 – Shanghai
- 1936 – Charlie Chan på operan
- 1936 – Charlie Chan på cirkus
- 1936 – Charlie Chan på kapplöpning
- 1936 – Charlie Chans hemlighet
- 1937 – Charlie Chan på Broadway
- 1937 – Charlie Chan på olympiaden
- 1937 – Charlie Chan i Monte Carlo